# Campionato irlandese di scacchi
Il campionato irlandese di scacchi si disputa in Irlanda dal 1865 per determinare il campione nazionale di scacchi.
È organizzato dalla Federazione scacchistica irlandese (Irish Chess Union), affiliata alla FIDE.
Nel corso degli anni si è svolto con vari formati, tra cui il doppio girone, un match tra il campione in carica e uno sfidante e il sistema svizzero. Dal 2013 si svolge con il sistema svizzero su nove turni tra giocatori iscritti alla FIDE come appartenenti alla federazione irlandese e aventi un determinato rating Elo.

## Albo dei vincitori
| Anno | Vincitore/i                         | Campionessa femminile       |
| 1865 | James Porterfield Rynd              |                             |
| 1886 | Richard Whieldon Barnett            |                             |
| 1889 | George D. Soffe                     |                             |
| 1892 | James Porterfield Rynd              |                             |
| 1913 | John O'Hanlon                       |                             |
| 1915 | John O'Hanlon                       |                             |
| 1922 | Thomas George Cranston              |                             |
| 1924 | Philip Baker                        |                             |
| 1925 | John O'Hanlon                       |                             |
| 1926 | John O'Hanlon                       |                             |
| 1927 | Philip Baker                        |                             |
| 1928 | Philip Baker                        |                             |
| 1929 | Philip Baker                        |                             |
| 1930 | John O'Hanlon                       |                             |
| 1931 | Thomas George Cranston              |                             |
| 1932 | John O'Hanlon                       |                             |
| 1933 | James C. Creevey                    |                             |
| 1934 | James C. Creevey                    |                             |
| 1935 | John O'Hanlon                       |                             |
| 1936 | John O'Hanlon                       |                             |
| 1937 | Thomas Cox                          |                             |
| 1938 | Thomas Cox                          |                             |
| 1939 | Bartholomew O'Sullivan              |                             |
| 1940 | John O'Hanlon                       |                             |
| 1946 | Bartholomew O'Sullivan              |                             |
| 1947 | Patrick A. Duignan                  |                             |
| 1948 | Dónal J. O'Sullivan                 |                             |
| 1949 | Patrick Brendan Kennedy             |                             |
| 1950 | T. Vincent Maher                    |                             |
| 1951 | Patrick Austin Bourke               | Hilda Chater                |
| 1952 | Michael Joseph Schuster             |                             |
| 1953 | Edmund Noel Mulcahy                 | Hilda Chater                |
| 1954 | Terry Kelly                         | Hilda Chater                |
| 1955 | T. Vincent Maher                    | Hilda Chater Kay Doolan     |
| 1956 | Dónal J. O'Sullivan                 | E. M.Cassidy                |
| 1957 | Dónal J. O'Sullivan                 | Hilda Chater                |
| 1958 | Wolfgang Heidenfeld                 |                             |
| 1959 | Brian Reilly                        |                             |
| 1960 | Brian Reilly                        |                             |
| 1961 | John Rein                           |                             |
| 1962 | John Reid Michael F. Littleton      |                             |
| 1963 | Wolfgang Heidenfeld                 |                             |
| 1964 | Wolfgang Heidenfeld                 |                             |
| 1965 | Michael F. Littleton                |                             |
| 1966 | John L. Moles                       |                             |
| 1967 | Wolfgang Heidenfeld                 |                             |
| 1968 | Wolfgang Heidenfeld                 | Dorren O'Siochrú            |
| 1969 | Nick Patterson                      | Catherine Byrne             |
| 1970 | Paul Henry                          | Elizabeth O'Shaughnessy     |
| 1971 | John L. Moles                       | Ailen Nooman Cecile Meulien |
| 1972 | Wolfgang Heidenfeld                 | Dooren O'Siochrú            |
| 1973 | Hugh MacGrillen                     | Dorren O'Siochrú            |
| 1974 | Anthony Doyle                       |                             |
| 1975 | Eamon Keogh Alan Templeton Ludgate  |                             |
| 1976 | Bernard Kernan                      | Dorren O'Siochrú            |
| 1977 | Ray Devenney Alan Templeton Ludgate | Ann Teresa Delaney          |
| 1978 | Alan Templeton Ludgate              |                             |
| 1979 | David Dunne Eamon Keogh             |                             |
| 1980 | Paul Delaney                        | Ann Teresa Delaney          |
| 1981 | David Dunne Philip Short            |                             |
| 1982 | John Delaney                        | Edel Quinn                  |
| 1983 | David Dunne                         |                             |
| 1984 | Eugene Curtin                       |                             |
| 1985 | Eugene Curtin Mark Orr              |                             |
| 1986 | John Delaney Philip Short           |                             |
| 1987 | John Delaney                        |                             |
| 1988 | Philip Short                        |                             |
| 1989 | Niall Carton                        |                             |
| 1990 | John Delaney                        |                             |
| 1991 | Stephen Brady                       |                             |
| 1992 | Stephen Brady                       |                             |
| 1993 | Niall Carton                        |                             |
| 1994 | Mark Orr                            |                             |
| 1995 | Brian Kelly                         |                             |
| 1996 | Richard O'Donovan                   |                             |
| 1997 | Joseph Diarmuid Ryan                |                             |
| 1998 | Colm Daly                           |                             |
| 1999 | Colm Daly                           |                             |
| 2000 | Mark Heidenfeld                     |                             |
| 2001 | Stephen Brady                       |                             |
| 2002 | Sam Collins                         |                             |
| 2003 | Stephen Brady                       |                             |
| 2004 | Joseph Diarmuid Ryan                |                             |
| 2005 | Colm Daly                           |                             |
| 2006 | Stephen Brady                       |                             |
| 2007 | Brian Kelly Stephen Brady           |                             |
| 2008 | Alexander Baburin                   |                             |
| 2009 | Colm Daly                           |                             |
| 2010 | Alex Lopez                          | April Cronin                |
| 2011 | Stephen Brady                       |                             |
| 2012 | Stephen Brady Colm Daly             | Karina Kruk                 |
| 2013 | Colm Daly                           | Diana Mirza                 |
| 2014 | Sam Collins                         | Geardidin Ui Laighleis      |
| 2015 | Stephen Brady Philip Short          | Monika Gedvilaite           |
| 2016 | Stephen Jessel                      | Monika Gedvilaite           |
| 2017 | Philip Short Alex Lopez             | Ioana Miller                |
| 2018 | Alex Lopez                          | Ioana Miller                |
| 2019 | Conor E. Murphy                     | Ioana Miller                |
| 2020 | Tom O'Gorman                        |                             |
| 2021 | Mark Heidenfeld                     | Alice O'Gorman              |
| 2022 | Tarun Kanyamarala                   | Trisha Kanyamarala          |
| 2023 | Alexander Baburin                   | Antonina Góra               |
| 2024 | David Fitzsimons                    | Diana Matz                  |